# Envato
Envato (Anteriormente Eden) opera un grupo de mercados digitales que vende ventajas creativas para diseñadores de web, incluyendo temas, gráfico, vídeo, audio, fotografía y modelos 3D.
Hay cerca de 1.5 millones de compradores activos y vendedores y 8 millones de miembros comunitarios, junto con 5 millones de elementos para venta. Su sitio con más tráfico  de mercado, ThemeForest, es el 204.º sitio más visitado en el mundo según Alexa.
Envato se fundó en 2006 por Collis Ta'eed, Cyan Claire, y Jun Rung. Su sede se encuentra en Melbourne, Australia.

## Historia
Collis Ta'eed, Cyan Ta'eed y Jun Rung fundaron Envato en 2006 en Sídney, Australia. Inicialmente empezado como negocio de estilo de vida que dejaría los fundadores para trabajar y viajar, Envato creció allende de los fundadores con sus expectativas iniciales, siguiendo un crecimiento de rápida trayectoria propio de una exitosa startup de tecnología . La compañía ahora emplea a más de 250 personas, muchos de los cuales trabajan en la central de Envato situada en Melbourne, Australia.

### Envato Mercado
Envato El mercado ofrece ventajas digitales para uso en proyectos creativos, con encima 8 millones de productos digitales de una comunidad global de encima 6 millones de diseñadores, desarrolladores, fotógrafos, ilustradores y productores de vídeo, operando a través de ocho mercados en 200 países 

#### ThemeForest
ThemeForest Tiene temas y plantillas para sitios web de plataformas múltiples como WordPress, Joomla, Drupal, y Magento. En agosto de 2014  esté listado en la parte superior 100 de la mayoría visitó sitios en el mundo por Alexa, la Amazona-web poseída analytics empresa.  En diciembre de 2014, el superior vendiendo tema Avada logró 100,000 ventas,